# 高梨絵美
高梨絵美 (たかなし えみ) は、日本の選曲、効果、音響効果技師。フリーランス。元ena所属。

## 作品
- PEACE MAKER 鐵 - 音響効果
- 魔法少女リリカルなのは - 音響効果
- カレイドスター 新たなる翼 -EXTRA STAGE- - 選曲・音響効果（『山田稔』と共同）
- トリニティ・ブラッド - 音響効果
- エレメンタル ジェレイド - 音響効果
- 魔法少女リリカルなのはA's - 音響効果
- おとぎ銃士 赤ずきん - 音響効果
- 魔法少女リリカルなのはStrikerS - 音響効果
- 少年陰陽師 - 効果
- セキレイ - 効果
- 閃光のナイトレイド - 音響効果（『高木英江』と共同）
- 魔法少女リリカルなのは The MOVIE 1st - 音響効果（『高木英穂』と共同）
- ゼクトバッハ オリジナルアニメーション 第1章 シャムシールの舞 - 音響効果
- C3 -シーキューブ- - 音響効果
- セイクリッドセブン - 音響効果
- C - 音響効果
- セイクリッドセブン 銀月の翼 - 音響効果
- +チック姉さん - 音響効果
- 戦姫絶唱シンフォギア - 音響効果
- つり球 - 音響効果
- となりの怪物くん - 音響効果
- AMNESIA - 音響効果
- 問題児たちが異世界から来るそうですよ? - 音響効果
- ブラッドラッド - 音響効果
- ガッチャマン クラウズ - 音響効果
- 熱風海陸ブシロード - 効果
- 魔法戦争 - 音響効果
- 鬼灯の冷徹 - 音響効果
- みツわの - 音響効果
- モモキュンソード - 音響効果
- 電波教師 - 音響効果
- ガッチャマン クラウズ インサイト - 音響効果
- バッテリー - 音響効果
- ViVid Strike! - 音響効果
- つぐもも - 音響効果
- プリプリちぃちゃん!! - 音響効果
- 鬼灯の冷徹 (第弐期) - 音響効果
- 鬼灯の冷徹 (第弐期その弐) - 音響効果
- 千銃士 - 音響効果
- MUTEKING THE Dancing HERO - 音響効果
- 英雄王、武を極めるため転生す 〜そして、世界最強の見習い騎士♀〜 - 音響効果